# 白石永仙
白石 永仙（しらいし えいせん）は、戦国時代から安土桃山時代にかけての僧・武将。伊集院忠真の客将。

## 生涯
元の名は白坂 栄山。紀伊国・根来寺の僧であり、僧兵の第一と称されるほどの武芸の持ち主で、兵法にも通じていたという。
根来寺は長年、織田信長及び羽柴秀吉に背いていたが、天正13年（1585年）3月に秀吉による焼き討ちにあい、永仙は日向国に逃れて広済寺の住職になった。そこで伊集院忠真と知り合い、兵法に通じていたために請われて還俗しその客将となる。
慶長4年（1599年）、忠真の父・伊集院忠棟が謀反の廉で島津忠恒に誅殺される事件が発生する。忠真は一族や家臣とどう対処すべきかを合議した際、永仙は旧領安堵を請うべきとする声を抑え徹底抗戦を唱えた。その結果、忠真は永仙の言を受け入れ島津氏に背く（庄内の乱）。
忠真軍は12の城に籠り、永仙はその中の安永城に拠った。永仙は将兵から500人を分けて中霧島の山中に隠し、また諏訪山、風呂谷、枳ヶ谷にも500騎ずつを隠し、自らは45騎を率いて山田城へ攻撃を仕掛けた。この時、鎌田政近の相談役をしていた川上忠兄は、これを伏兵の元に誘きよせる策略であると気付き追わぬよう進言したが、一部の将は逃げる永仙を勇んで追い、突出し伏兵に散々に討ち取られるに至った。
慶長5年（1600年）3月、徳川家康の調停により忠真が降伏し乱は終息したが、永仙は忠真に謀反を勧めた事、伏兵を用いて沢山の島津の将兵を殺害した事を咎められ、その年の12月29日に首を刎ねられた。首は姶良郡・脇元の獄門に曝された。
なお、庄内陣記には、白石永仙は島津氏では禁止されていた一向宗の僧ではなかったかという説が注書されている。